# Cá dảnh
Cá dảnh (Puntioplites falcifer) là một loài cá vây tia trong chi Puntioplites, họ Cá chép. Đây là loại cá sống ở kênh rạch nước ngọt và phân bố ở Thái Lan, Lào, Campuchia, Indonesia, và miền Nam Việt Nam. Ở các tỉnh thuộc đồng bằng sông Cửu Long, cá dảnh hiện đang là đối tượng nuôi ao và bè của nhiều hộ dân.

## Mô tả
Cá dảnh dạng hình thoi, ngắn, dẹp, đầu nhọn hơn cá mè vinh. Vảy tròn, lớn vừa, phủ khắp thân, có hai hàng vảy phủ lên gốc vây lưng và vây hậu môn, gốc vây đuôi có 4 hàng. Vảy nách gốc vây bụng có hình mũi mác và dài hơn gốc vây bụng. Đường bên hoàn toàn, phần sau của đường bên nằm trên trục giữa thân. Khởi điểm vây lưng sau khởi điểm vây bụng, ngang với vảy đường bên thứ 9 - 10, gần điểm giữa vây đuôi hơn chót mõm, tia đơn cuối cùng hóa xương cứng và mặt sau có răng cưa. Vây đuôi chẻ 2 rãnh chẻ sâu hơn 1/2 chiều dài của nó. Mặt lưng của thân và đầu có màu xanh rêu, mặt bên và dưới của đầu cũng như thân có màu trắng bạc. Ngọn các vây lưng, vây hậu môn, vây đuôi có màu xám đen. Gốc vây bụng, vây lưng, trước mõm ửng lên màu vàng nhạt.

## Đặc điểm sinh học
Thức ăn của cá chủ yếu là tảo, mùn bã hữu cơ, vỏ cây, lá cây, giun, côn trùng và ấu trùng. Ở miền Nam Việt Nam, khi trận mưa lớn đầu mùa mưa đến, cá di cư từ nơi ẩn náu mùa khô trên dòng chính sông Mekong vào dòng chính các chi lưu lớn gần nhất để đẻ. Cá con phát tán dọc theo các bờ sông vào vùng ngập. Khi nước sông rút, cá con và cá lớn trở về sông Cửu Long.

## Giá trị kinh tế
Cá sống phổ biến ở cá sông rạch, tuy nhiên cá có thể sống ở vùng nước lợ có độ mặn nhỏ hơn 10%. Thịt ngon, sản lượng tương đối cao, có giá trị kinh tế. Mặc dù cá dảnh có nhiều xương, nhưng vì thịt cá béo, ngọt, thơm, ngon, nên được các bà nội trợ ưa chuộng trong việc chế biến các món ăn như: chiên tươi, kho tương, kho ngót, làm khô và chả.

## Hiện trạng
Ngoài tự nhiên cỡ cá đánh bắt được thường nhỏ, cá có kích thước lớn được cung cấp từ các ao, bè nuôi. Đối tượng đã được nghiên cứu sản xuất giống thành công. Hiện đang là đối tượng nuôi của nhiều hộ dân ở đồng bằng Sông Cửu Long.